# تریمپورت
تریمپورت (به آلمانی: Trimport) یک شهر در آلمان است که در بیتبورگ-پروم واقع شده‌است. تریمپورت ۳۰۲ نفر جمعیت دارد.